# Родоальд
Родоальд або Родвальд (†653), король лангобардів (652—653), син Ротарія, сповідував аріанство.
Після 6 місяців правління був убитий чоловіком однієї зі своїх коханок. Натомість, Аріперт I був обраний за підтримки Римської церкви.